# Juan Hurtado González

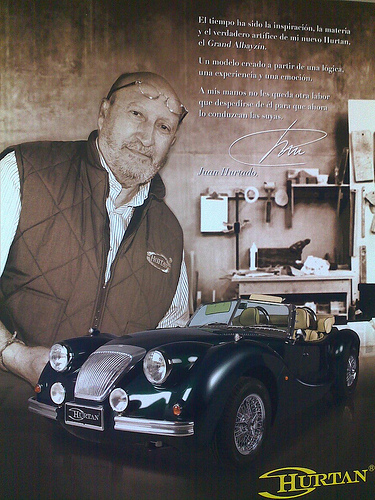
Juan Hurtado, Fundador de Hurtan

Juan Hurtado González es un empresario español, fundador del fabricante de automóviles Hurtan desarrollos S.L. (Hurtan).

## Biografía
Juan Hurtado González nació en Abla, Almería, en 1943.
Hijo de un artesano calderero y desde niño aprendió el moldeo de la chapa y manejo de herramientas. En 1958 su familia emigró a Barcelona donde Juan empezó a trabajar y a pesar de corta edad estuvo en varias empresas dedicadas a la construcción de carrocerías de automoción de la época, tales como autocares, cabinas para Barreiros y Pegaso, entre otros. A los 20 años participó activamente en la evolución y desarrollo industrial del Seat 800 llegando a ser encargado en la cadena de montaje hasta su incorporación al servicio militar a finales de 1965.
Nuevamente el destino le llevaría a cambiar su residencia con 25 años, al conocer a una mujer granadina que después se convertiría en su esposa. Ya en Granada, en 1967, abre su propio taller de reparación de automóviles en la localidad de Guadix, trasladándose a Granada capital en el año 1970, pero a pesar de tener uno de los talleres más grandes y acreditados de la zona, Juan no consigue sentirse satisfecho profesionalmente.  Esto y el sueño que le rondaba en la cabeza desde pequeño, le hacen separar mediante una lona una pequeña parte de su taller para dedicarlo a la creación de prototipos, el primero de ellos acabado en 1969. De esa sección de prototipos crea un automóvil urbano de 3 plazas en un asiento corrido, sobre la base de un Seat 133, denominándolo Hurtan 70. Proyecto que no vio la luz. Aquello fue uno de los primeros pasos y desde esa "sección de prototipos" empezaría a invertir sus ratos libres y sus ahorros en la producción de modelos de pequeña tirada. Durante años realizó prototipos entre las carcajadas de mucha gente que veía su proyecto como una locura, incluyendo a la gente a la que Juan compraba los componentes para sus prototipos. En 1995 empieza a cumplir su sueño cuando un proveedor le pide uno de sus prototipos para exponerlo en su stand en una feria empresarial de maquinaria industrial que se celebraba en Armilla (Granada), a fin de llamar la atención de los visitantes para que se acercaran a dicho stand. Al día siguiente varios periódicos andaluces hablarían de ese modelo expuesto y esto, junto al boca a boca propiciarían que en pocos días se acumularan pedidos de ese coche de estilo inglés.
Así nació el Hurtan T en 1996, y la "tradición" de Hurtan de utilizar plataformas, motores y otros componentes del grupo Renault. En 1997 Hurtan presenta su modelo Hurtan T2 en la feria Retromóvil, en Madrid y tras ese evento se decide invertir todos los esfuerzos en la fabricación de automóviles, dejando la reparación de vehículos que se llevaba a cabo en el taller familiar. Ese mismo año 3 de sus 4 hijos dejarían su trabajo para incorporarse a la empresa familiar. En el año 2000 y de nuevo en Retromóvil, presenta la nueva versión Hurtan T2+2.
Desde 2001 al año 2003 trabajó en el desarrollo de su nuevo modelo, el Hurtan Albaycín, en sus versiones de 2 y 4 plazas, adaptándose a la normativa europea vigente en materia de seguridad y medio ambiente, utilizando plataformas del Renault Clio II (incorporando un sobrechasis tubular homologado) y presentándolos en el salón Retromóvil 2003, feria del automóvil en el que Juan Hurtado González y su empresa son habituales en casi todas las ediciones. 
En diciembre de 2004 la familia Hurtado une sus esfuerzos con Juan Ramos, que aporta su amplia experiencia en el control de gestión y comercialización internacional y en el diseño y ejecución de Planes de Marketing específicos para la consolidación de mercados. Esta unión representaría un cambio de la empresa a la denominación MHURTAM European Group y de los modelos que se llamarían MHURTAM, pero no funcionó y a mediados de 2006 la familia Hurtado retoma el control de la empresa y le devuelve la denominación Hurtan.
En el transcurso del año 2007 se produce el traslado a la localidad granadida de Santa Fe de la Factoría Hurtan, reanudando la actividad a primeros de 2008. Obteniendo en este mismo año la asignación por los organismos competentes del Código WMI como fabricante de automóviles. En este período se desarrolla el nuevo modelo Hurtan Gran Albaycín.
A principios de 2009 se realiza la presentación oficial del modelo Hurtan Gran Albaycín en el Salón 'Top Marques' de Mónaco, causando sensación y siendo considerado por la prensa especializada como un vehículo serio competidor a modelos del mismo estilo. También en el año 2009 la marca Hurtan fue finalista al premio ATLAS de la Junta de Andalucía a la iniciación de la exportación.
La prestigiosa revista Andalucía Económica otorga en 2010 a Hurtan el premio como Empresa Innovadora del año en Andalucía. Y también recibe el Galardón de Empresa Innovadora del año en Granada por parte de la Diputación granadida. 
En 2011 Hurtan abre su primer centro distribuidor en Centro Europa, comercializando el último modelo deportivo Hurtan Gran Albaycín Sport de 205 CV.
Juan Hurtado González crea oficialmente el Club Hurtan en 2012, junto a un grupo de propietarios y simpatizantes de la marca Hurtan. En este mismo año el Club Seat 800 España organiza una de sus rutas a Granada, visitando la factoría Hurtan y haciendo entrega, en un acto muy emotivo, a Juan Hurtado González de una placa conmemorativa de la visita y en reconocimiento a su trabajo en el desarrollo del Seat 800 en los años 60 en  Carrocerías Costa. También en 2012 el Club de Automóviles Veteranos de Granada entrega a Juan Hurtado González, socio del club, una placa en reconocimiento a su contribución a la innovación y desarrollo del mundo del Automóvil en España como Fundador de Automóviles Hurtan. El acto fue muy emotivo y Juan Hurtado González estuvo arropado por toda su familia y amistades, además de una nutrida representación del mencionado Club.